# Санго (посёлок)
Санго (яп. 三郷町 Санго:-тё:) — посёлок в Японии, находящийся в уезде Икома префектуры Нара. Площадь посёлка составляет 8,80 км², население — 23 476 человек (1 августа 2014), плотность населения — 2667,73 чел./км².

## Географическое положение
Посёлок расположен на острове Хонсю в префектуре Нара региона Кинки. С ним граничат города Яо, Касивара и посёлки Хегури, Икаруга, Одзи.

## Население
Население посёлка составляет 23 476 человек (1 августа 2014), а плотность — 2667,73 чел./км². Изменение численности населения с 1980 по 2005 годы:
| 1980 | 17 949 чел. |  |
| 1985 | 21 606 чел. |  |
| 1990 | 23 123 чел. |  |
| 1995 | 24 161 чел. |  |
| 2000 | 23 977 чел. |  |
| 2005 | 23 062 чел. |  |

## Символика
Деревом посёлка считается клён, цветком — подсолнечник однолетний.